# Alice: Madness Returns
Alice: Madness Returns (укр. Аліса: Божевілля Повертається) — відеогра жанру екшн від студії Spicy Horse Games, створена під керівництвом геймдизайнера Амерікена Макгі. Є продовженням відеогри American McGee's Alice. Реліз гри відбувся 14 червня 2011 року в США, 16 червня — в Австралії, 17 червня — в Європі і 21 липня — в Японії. Проєкт розроблений для PlayStation, Xbox 360 і ПК під керуванням операційної системи Windows.

## Розробка
Гра була анонсована студією Electronic Arts в лютому 2009 року під робочою назвою «The Return of American McGee's Alice» (укр. Повернення Аліси Американа Макгі).
20 липня 2010 року об'єдналися для роботи над грою Spicy Horse і Electronic Arts опублікували нову інформацію про проєкт, включаючи його нинішню назву. Розробниками були представлені скріншоти гри, а також перший офіційний трейлер. За словами Амерікен Макгі, гра «Alice: Madness Returns» буде розрахована як на фанатів гри «American McGee's Alice», так і на гравців, що не знайомих з попередньою грою, але міститиме й моменти, пов'язані з подіями першої частини.
15 вересня 2010 році на Tokio Game Show розробниками був опублікований другий офіційний трейлер і нові скріншоти. У другому трейлері показано, як Алісу, що проходить повз магазин іграшок та побачила серед цих іграшок знайомих персонажів, викрадає Червона Королева. Журналістам на TGS були показані дві області ігри: перша область містила спокійнішу місцевість, діями Аліси керував Чеширський кіт, друга показана область належала божевільного Капелюшника і була заповнена лавою і різними механізмами. За словами розробників, гру на англійську мову будуть озвучувати актори, що взяли участь в озвучуванні попередньої гри.
У листопаді 2010 року Амерікен Макгі розповів про те, що студія Spicy Horse переїхала з США в Китай. Одна з причин цього — нижча вартість розробки ігор. Таким чином, вартість розробки гри «Alice: Madness Returns» в США склала б 30 млн доларів, а в Китаї складе 15 млн.
15 лютого 2011 року був опублікований третій тизер-ролик до гри, випущений компанією Electronic Arts. У ньому показано, як добра Аліса прокидається на аркуші латаття, після чого знаходиться неподалік Гусениця, побачивши Алісу, починає руйнувати ландшафт. Потім Аліса показана в іншому, злісному «амплуа», — сидить за столом під час чаювання і нападаючій потім на одного з негативних персонажів.
4 березня 2011 опублікований четвертий трейлер до гри під назвою «Beautiful Insanity» (укр. Красиве Божевілля), в якому показані деякі деталі геймплея гри.

## Сюжет
Як і попередня гра «American McGee's Alice», «Madness Returns» базується на класичних казках Льюїса Керролла «Аліса в Країні Чудес» і «Аліса в Задзеркаллі». Однак, на відміну від творів Керролла, ігри представляють інший варіант Країни Чудес — похмурий, наповнений жорстокістю і насильством.
Дія розгортається через 11 років після закінчення першої гри. Аліса давно вийшла з психіатричної клініки, але все ще не може оговтатися від емоційної травми, викликаної загибеллю її батьків під час пожежі. Вона вирушає до Лондона під спостереження психіатра, який повинен допомогти їй впоратися з жахливими галюцинаціями. Аліса хоче дізнатися причину загибелі своїх батьків, і тому знову вирушає до ще жорстокішої Країни Чудес — Задзеркалля..

## Геймплей
На Tokio Game Show журналістам були представлені деякі деталі геймплея майбутньої гри. На відміну від попередньої гри, у всіх ворогів будуть слабкі місця, якими потрібно буде користуватися. Крім того, Аліса зможе зменшуватися і збільшуватися за своїм бажанням, що буде впливати на геймплей. У міру проходження гри Аліса буде знаходити спогади, які нагадують щоденники з BioShock.

### Зброя
На знімках зображений кухонний ніж, подобу перечниці, що стріляє вогняними кулями, а також молоток у вигляді шахового коня.

### Вороги
На знімках присутній знайома по першій частині карткова варта. Її представники виконані як ожилі мерці: кінцівки пришиті, на животах дірки у формі знаків масті, голови представлені черепами в відлогах. Крім знаків масті, відрізняються один від одного квітами чобіт і рукавичок, піки і трефи б'ються списами. Пізніше з'явилися знімки з чайниками-роботами, які пересуваються на павукових лапах і мають одне око. Ще пізніше з'явилися знімки з картою великого розміру, яка містить масті своїх поплічників і має косу, і істоти, які мають голову ляльки і рукавички, нагадують рукавички Капелюшника.